# Liste der Monuments historiques in Rozerotte
Die Liste der Monuments historiques in Rozerotte führt die Monuments historiques in der französischen Gemeinde Rozerotte auf.

## Liste der Objekte
| Bezeichnung                                | Beschreibung                                                           | Standort                           | Kennzeichnung | Schutzstatus | Datum | Bild |
| ------------------------------------------ | ---------------------------------------------------------------------- | ---------------------------------- | ------------- | ------------ | ----- | ---- |
| Gemälde Mariä Himmelfahrt                  | Ölfarbe auf Leinwand, zweite Hälfte des 19. Jahrhunderts               | in der Kirche St-Roch (Lage)       | PM88001738    | Inscrit      | 2005  |      |
| Pietà                                      | Stein, farbig gefasst, 17. oder 18. Jahrhundert                        | in der Kirche St-Roch (Lage)       | PM88001164    | Classé       | 2008  |      |
| Skulptur Heilige Barbara                   | Stein, 16. Jahrhundert                                                 | außen an der Kirche St-Roch (Lage) | PM88001733    | Inscrit      | 2005  |      |
| Skulptur einer Heiligen                    | Stein, 16. Jahrhundert                                                 | in der Kirche St-Roch (Lage)       | PM88001736    | Inscrit      | 2005  |      |
| Gemälde Heiliger Rochus                    | Ölfarbe auf Leinwand, um 1875                                          | in der Kirche St-Roch (Lage)       | PM88001730    | Inscrit      | 2000  |      |
| Skulptur Heiliger Rochus                   | Prozessionsskulptur auf Tragegestell; Holz, vergoldet, 19. Jahrhundert | in der Kirche St-Roch (Lage)       | PM88001731    | Inscrit      | 2000  |      |
| Skulptur Madonna mit Kind                  | Stein, 16. Jahrhundert                                                 | außen an der Kirche St-Roch (Lage) | PM88001732    | Inscrit      | 2005  |      |
| Skulptur eines heiligen Bischofs           | 16. Jahrhundert                                                        | in der Kirche St-Roch (Lage)       | PM88001735    | Inscrit      | 2005  |      |
| Skulptur Heiliger Remigius                 | Stein, 16. Jahrhundert                                                 | außen an der Kirche St-Roch (Lage) | PM88001734    | Inscrit      | 2005  |      |
| Skulpturengruppe Heiliger Rochus mit Engel | Stein, farbig gefasst, 16. Jahrhundert                                 | in der Kirche St-Roch (Lage)       | PM88001737    | Inscrit      | 2005  |      |